# Maltese Premier League (2007/2008)
Premier League Malti 2007/2008 (ze względów sponsorskich zwana jako BOV Premier League) – była 93. edycją najwyższej klasy rozgrywkowej piłki nożnej na Malcie.
Brało w niej udział 10 drużyn, które w okresie od 26 sierpnia 2007 do 16 maja 2008 rozegrały 28 kolejek meczów.
Obrońcą tytułu była drużyna Marsaxlokk.
Mistrzostwo po raz dziewiętnasty w historii zdobyła drużyna Valletta.

## Drużyny
| Uczestnicy poprzedniej edycji | Uczestnicy poprzedniej edycji | Uczestnicy poprzedniej edycji | Uczestnicy poprzedniej edycji |
| --- | ----------------------------- | ----------------------------- | ----------------------------- |
| MRS | Marsaxlokk FC                 | Marsaxlokk                    | 1                             |
| SLI | Sliema Wanderers              | Sliema                        | 2                             |
| BIR | Birkirkara FC                 | Birkirkara                    | 3                             |
| VAL | Valletta FC                   | Valletta                      | 4                             |
| HIB | Hibernians                    | Paola                         | 5                             |
| MSJ | Msida Saint-Joseph            | Msida                         | 6                             |
| FLO | Floriana FC                   | Floriana                      | 7                             |
| PIE | Pietà Hotspurs                | Pietà                         | 8                             |
| Awans z Maltese First Division |                               |                               |                               |
| ĦAM | Ħamrun Spartans               | Ħamrun                        | 1                             |
| MQA | Mqabba                        | Mqabba                        | 2                             |
| Oznaczenia: - kolumna pierwsza – skróty nazw drużyn, - kolumna trzecia – siedziba klubu, - kolumna czwarta – miejsce zajęte w poprzednim sezonie. |                               |                               |                               |

## Format rozgrywek
Rozgrywki składały się z dwóch faz. W pierwszej drużyny grały ze sobą dwukrotnie, raz u siebie i raz na wyjeździe.
W drugiej fazie liga została podzielona na dwie grupy.
Sześć najlepszych drużyn grających o tytuł oraz miejsca startowe w międzynarodowych rozgrywkach, zaś pozostałe o pozostanie w lidze. Punkty zdobyte w fazie zasadniczej zostały podzielone z zaokrągleniem w górę.

## Faza zasadnicza
| Lp. | Drużyna            | M  | Z  | R | P  | B+ | B- | +/– | Pkt | Kwalifikacja      |  | VLT | MXK | SLM | FRN | BKR | ĦMR | HIB | MSJ | PTA | MQB |
| --- | ------------------ | -- | -- | - | -- | -- | -- | --- | --- | ----------------- |  | --- | --- | --- | --- | --- | --- | --- | --- | --- | --- |
| 1   | Valletta           | 18 | 10 | 6 | 2  | 40 | 16 | +24 | 36  | grupa mistrzowska |  |     | 7–0 | 1–2 | 2–3 | 2–1 | 4–1 | 1–1 | 3–1 | 3–0 | 3–1 |
| 2   | Marsaxlokk         | 18 | 10 | 3 | 5  | 35 | 26 | +9  | 33  | grupa mistrzowska |  | 1–1 |     | 0–0 | 3–2 | 3–1 | 0–1 | 5–0 | 5–0 | 3–1 | 1–0 |
| 3   | Sliema Wanderers   | 18 | 9  | 5 | 4  | 31 | 18 | +13 | 32  | grupa mistrzowska |  | 2–2 | 1–0 |     | 0–1 | 0–2 | 1–1 | 2–1 | 3–0 | 2–1 | 4–0 |
| 4   | Floriana           | 18 | 8  | 4 | 6  | 33 | 28 | +5  | 28  | grupa mistrzowska |  | 0–4 | 1–4 | 2–2 |     | 0–0 | 1–1 | 1–0 | 2–3 | 4–0 | 4–1 |
| 5   | Birkirkara         | 18 | 7  | 6 | 5  | 27 | 18 | +9  | 27  | grupa mistrzowska |  | 0–1 | 2–0 | 1–1 | 3–2 |     | 5–0 | 0–2 | 1–1 | 2–0 | 1–0 |
| 6   | Ħamrun Spartans    | 18 | 7  | 6 | 5  | 30 | 29 | +1  | 27  | grupa mistrzowska |  | 0–0 | 7–3 | 0–3 | 2–1 | 2–2 |     | 2–2 | 1–2 | 2–3 | 3–0 |
| 7   | Hibernians         | 18 | 6  | 7 | 5  | 22 | 19 | +3  | 25  | grupa spadkowa    |  | 0–0 | 1–1 | 1–2 | 1–1 | 1–1 | 1–1 |     | 4–0 | 2–0 | 2–0 |
| 8   | Msida Saint-Joseph | 18 | 6  | 3 | 9  | 25 | 35 | −10 | 21  | grupa spadkowa    |  | 1–1 | 1–3 | 1–4 | 0–2 | 0–0 | 0–1 | 2–0 |     | 7–0 | 4–3 |
| 9   | Pietà Hotspurs     | 18 | 5  | 0 | 13 | 21 | 40 | −19 | 15  | grupa spadkowa    |  | 1–3 | 0–1 | 1–0 | 1–3 | 2–1 | 0–3 | 0–2 | 0–1 |     | 5–0 |
| 10  | Mqabba             | 18 | 2  | 0 | 16 | 15 | 50 | −35 | 6   | grupa spadkowa    |  | 1–2 | 0–2 | 3–2 | 1–3 | 1–4 | 1–2 | 0–1 | 2–1 | 1–6 |     |

## Faza finałowa
| Top Six  |                    |    |    |   |    |    |    |     |    |                                             |     |     |     |     |     |     |     |     |     |     |     |
| 1        | Valletta (M)       | 28 | 17 | 7 | 4  | 58 | 27 | +31 | 40 | Liga Mistrzów UEFA • I runda kwalifikacyjna |     |     | 0–1 | 2–1 | 2–1 | 1–0 | 4–1 |     |     |     |     |
| 2        | Marsaxlokk         | 28 | 16 | 3 | 9  | 56 | 40 | +16 | 35 | Puchar UEFA • I runda kwalifikacyjna        |     | 4–0 |     | 0–2 | 4–2 | 2–0 | 3–1 |     |     |     |     |
| 3        | Birkirkara (P)     | 28 | 13 | 8 | 7  | 46 | 26 | +20 | 34 | Puchar UEFA • I runda kwalifikacyjna        |     | 1–1 | 2–1 |     | 1–2 | 1–1 | 4–0 |     |     |     |     |
| 4        | Sliema Wanderers   | 28 | 15 | 5 | 8  | 47 | 33 | +14 | 34 |                                             |     | 0–2 | 1–0 | 1–3 |     | 0–2 | 5–3 |     |     |     |     |
| 5        | Floriana           | 28 | 10 | 6 | 12 | 40 | 42 | −2  | 22 |                                             | 0–2 | 1–2 | 0–2 | 0–2 |     | 1–1 |     |     |     |     |     |
| 6        | Ħamrun Spartans    | 28 | 7  | 7 | 14 | 42 | 60 | −18 | 15 |                                             | 2–4 | 3–4 | 0–2 | 0–2 | 1–2 |     |     |     |     |     |     |
| Play-Out |                    |    |    |   |    |    |    |     |    |                                             |     |     |     |     |     |     |     |     |     |     |     |
| 7        | Hibernians         | 24 | 10 | 8 | 6  | 35 | 27 | +8  | 26 | Puchar Intertoto UEFA (2008)                |     |     |     |     |     |     |     |     | 3–0 | 4–2 | 2–1 |
| 8        | Msida Saint-Joseph | 24 | 10 | 4 | 10 | 41 | 46 | −5  | 24 |                                             |     |     |     |     |     |     |     | 3–1 |     | 3–1 | 4–2 |
| 9        | Pietà Hotspurs (S) | 24 | 6  | 0 | 18 | 27 | 53 | −26 | 11 | Spadek do Maltese First Division            |     |     |     |     |     |     |     | 1–2 | 2–4 |     | 1–0 |
| 10       | Mqabba (S)         | 24 | 3  | 2 | 19 | 24 | 62 | −38 | 8  | Spadek do Maltese First Division            |     |     |     |     |     |     |     | 1–1 | 2–2 | 2–0 |     |

## Najlepsi strzelcy
| Bramki | Strzelcy                    | Drużyna            |
| ------ | --------------------------- | ------------------ |
| 19     | Omar Sebastián Monesterolo  | Valletta           |
| 14     | Marcelo Pereira             | Mqabba             |
| 12     | Julio Alcorsé               | Marsaxlokk         |
| 11     | Terence Scerri              | Hibernians         |
| 11     | Jean Pierre Mifsud Triganza | Birkirkara         |
| 11     | Njongo Priso                | Msida Saint-Joseph |
| 10     | Aleksandar Madžar           | Marsaxlokk         |
| 10     | Frank Temile                | Valletta           |
| 10     | Ryan Darmanin               | Floriana           |
| 10     | Alfred Effiong              | Ħamrun Spartans    |
| 10     | Ivan Woods                  | Sliema Wanderers   |

Źródło: 

## Stadiony
| Ta’ QaliCentenaryHibernians GroundVictor · Tedesco | Ta’ Qali         | Ta’ Qali          | Paola             | Marsa                  |
| Ta’ QaliCentenaryHibernians GroundVictor · Tedesco | Ta’ Qali Stadium | Centenary Stadium | Hibernians Ground | Victor Tedesco Stadium |
| Ta’ QaliCentenaryHibernians GroundVictor · Tedesco |                  |                   |                   |                        |

Źródło: 